# Astragalus concordius
Astragalus concordius är en ärtväxtart som beskrevs av Stanley Larson Welsh. Astragalus concordius ingår i släktet vedlar, och familjen ärtväxter. Inga underarter finns listade i Catalogue of Life.